# Rosário do Sul
Rosário do Sul este un oraș în Rio Grande do Sul (RS), Brazilia.